# 49 до н. е.

## Події
- Гай Клавдій Марцелл і Луцій Корнелій Лентул Крус — консули Римської республіки.
- 1 січня — Римський сенат зажадав від полководця Гая Юлія Цезаря розпустити військо.
- 10 січня — Всупереч рішенню сенату, Юлій Цезар, з одним легіоном і 300-и вершниками перетнув річку Рубікон, що слугувала кордоном між власне Італією та провінцією Цизальпійська Галлія, і почав свій похід на Рим. Його виступ проти сенату і Помпея став початком громадянської війни, в якій загинула Римська республіка.
- 2 серпня — Гай Юлій Цезар розбив біля Леріди війська Помпея.

## Померли
- Арістобул II — юдейський цар з династії Хасмонеїв та первосвященик з 66 по 63 р. до н. е.
- Аппій Клавдій Пульхр —політичний та військовий діяч Римської республіки, консул 54 року до н. е.
- Лю Бін'і — 10-й імператор династії Хань (храмове ім'я Сюань-ді).
- Марк Перперна —політичний та військовий діяч Римської республіки, консул 92 року до н. е.